# يوستاس الراهب
يوستاس الراهب (بالفرنسية: Eustache le Moine)‏ واسمه الحقيقي يوستاس بوسكيت (بالفرنسية: Eustace Busket)‏، كان مرتزقًا وقرصانًا فرنسيًا، ولد في سنة 1170 في بولون-بيانكور لعائلة نبيلة، واشتهر بكونه أحد أشهر الخارجين عن القانون في العصور الوسطى. حسب كتاب تاريخ النورماندي ذكر أنه انتقل إلى طليطلة في إسبانيا وتعلم هناك السحر الأسود وثم عاد إلى وطنه وترهبن في دير للبندكتيين قرب كاليه. لكن بعد مقتل والده ترك الدير لأجل الانتقام له، حيث اتهم رينو، كونت دامارتين بقتله وألذي قام باعلانه كخارج عن القانون بعد أن قام يوستاس بتدمير إثنين من طواحينه. خرج بعد ذلك إلى البحر وأصبح قرصان في القناة الانجليزية، خدم كقرصان مرتزق كل من فرنسا وانجلترا. بعد انتهاء الحرب طالبت إنجلترا فرنسا باعدامه أثناء اتفاقية لامبيث في يونيو 1217 ليتم اعدامه في أغسطس 1217.